# Anogramma
Anogramma là một chi dương xỉ thuộc họ Pteridaceae. Chi có 8 putative loài:
- Anogramma ascensionis (Hook.) Diels – đặc hữu của đảo Ascension, South Atlantic Ocean.
- Anogramma caespitosa – chỉ có ở Mount Kilimanjaro, Tanzania.
- Anogramma chaerophylla
- Anogramma guatemalensis
- Anogramma leptophylla (L.) Link
- Anogramma lorentzii
- Anogramma novogaliciana
- Anogramma osteniana

## Hình ảnh

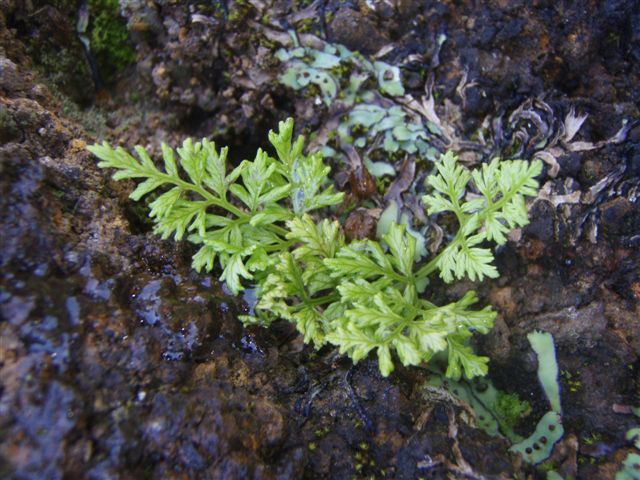